# Cratere Kholm
Kholm  è un cratere sulla superficie di Marte.